# 내동면
내동면(奈洞面)은 대한민국 경상남도 진주시의 면이다. 넓이는 32.11km2이고, 인구는 2013년 6월 기준으로 4,460명이다.

## 역사
- 조선시대 경상도 진주군 내동면(奈洞面, 4리: 독산·영강·신촌·율동), 섭천면(涉川面), 축곡면(杻谷面)
- 1895년 음력 윤5월 1일 : 진주부 진주군[1]으로 개편
- 1896년 8월 4일 : 경상남도 진주군[2]으로 개편
- 1914년 4월 1일 : 축곡면의 산기·마동·내평·연향·수거·유동의 6개 리와 섭천면의 천전·약동 2개 리, 곤명면 조평동 일부, 가리면 가화동 일부를 병합하여, 경상남도 진주군 내동면으로 개편 (7리)[3]
- 1938년 : 천전리, 주약리를 진주읍에, 평거면 귀곡리를 내동면에 편입 (6리)
- 1939년 10월 1일 : 경상남도 진양군 내동면[4]으로 개편
- 1973년 7월 1일 : 귀곡리를 진주시에 편입 (5법정리)
- 1995년 1월 1일 : 경상남도 진주시 내동면[5]으로 개편

## 행정 구역
- 독산리 (篤山里)
- 신율리 (新栗里)
- 삼계리 (三溪里)
- 유수리 (柳樹里)
- 내평리 (內坪里)

## 관광
- 도통사 : 경상남도 문화재자료 제63호
- 칠봉산 : 산등성이를 따라 소나무 숲속을 걸으면서 진양호와 시가지 전경을 바라볼 수 있고 등산과 더불어 삼림욕을 즐길 수 있는 곳이다. 휴일 가족과 함께 등산을 하기에 아주 좋은 코스이다. 등산로 마지막 지점에는 약수암이라는 절이 있다.